# Принцеса на Дисни
Принцеса на Дисни (на английски: Disney Princess), наричана още Линия на принцеса (на английски: Princess Line), е медиен франчайз, собственост на Уолт Дисни Къмпани. Създаден от председателя на Дисни Консюмър Продъктс Анди Муни, франчайзът включва набор от измислени героини, които са се появявали в различни франчайзи на Дисни.
Франчайзът включва само главните героини от пълнометражни анимационни филми от канона на Уолт Дисни Анимейшън Студиос, като единственото изключение е Мерида, която е от филм на Пиксар Анимейшън Студиос.
Франчайзът не включва всички героини принцесни от цялата медиа, собственост на Дисни, а по-скоро се отнася до избрани конкретни образи от анимационните филми и сериали на компанията. 13-те героини във франчайза са: Снежанка, Пепеляшка, Аврора, Ариел, Бел, Жасмин, Покахонтас, Мулан, Тиана, Рапунцел, Мерида, Ваяна и Рая.
Под марката се пускат кукли, видеоклипове, дрехи, козметични продукти, декори за дома, играчки и редица други продукти с участието на гореизброените принцеси на Дисни. Лицензополучателите на франчайза са Glidden (фототапети), Stride Rite (обувки), Hasbro (игри и кукли) и Fisher-Price (пластмасови фигурки).

## История

### Концепция
Застанал на опашка на арената [на шоуто на Дисни на лед], бях заобиколен от малки момичета, облечени от главата до петите като принцеси ... Те дори не бяха продукти на Дисни. Те бяха принцеси, като че ли облечени в костюми за Хелоуин. И лампата изгасна. Очевидно тук имаше скрито търсене. И така, на следващата сутрин казах на екипа си: „Добре, нека установим стандарти и цветова палитра и поговорим с лицензополучателите, и да създадем колкото се може повече продукт, които ще позволят на тези момичета да правят това, което правят така или иначе: да се преобличат в героините от класическите филми“.
През декември 1999 г. бившият изпълнителен директор на Найк Анди Муни е назначен за председател на Дисни Консюмър Продъктс, подразделението на Уолт Дисни Къмпани. Докато присъства на първото шоу Дисни на лед, Муни забелязва, че няколко момичета, присъстващи на шоуто, са облечени в облекла на принцеси – макар и не автентични стоки на Дисни. „Те бяха принцеси, като че ли облечени в костюми за Хелоуин“, казва Муни пред Ню Йорк Таймс. На следващата сутрин Муни се обръща към компанията с насърчаването да започнат работа по законния франчайз Принцеса на Дисни през януари 2000 г. Племенникът на Уолт, Рой Е. Дисни, възразява срещу създаването на линията, тъй като компанията отдавна „избягва смесване на герои от класическите си приказки в други разкази, като се притеснява, че това ще отслаби отделните истории“.
Оригиналният линия се състои от Снежанка, Пепеляшка, Аврора, Ариел, Бел, Жасмин, Покахонтас, Мулан и Камбанка. Последната скоро е отстранена от състава; тя продължава в друг франчайз на компанията – Феите на Дисни. Това е първият път, когато героите са пуснати на пазара в отделен франчайз на оригиналните си филми. Муни решава, че когато се публикуват в маркетингови реклами като плакати, принцесите никога не трябва да осъществяват зрителен контакт помежду си в опит да запазят непокътнатите своите индивидуални светове. „[Всяка] се взира в малко по-различна посока, сякаш не подозира за присъствието на другите".
По нетрадиционен начин Муни и екипът му стартират линията Принцеса на Дисни, без да използват фокус групи и с минимален маркетинг. До 2001 г. Дисни Консюмър Продъктс (ДКП) генерира около 300 милиона долара, но до 2012 г. подразделението е увеличило приходите до 3 милиарда долара, което го прави най-продавания потребителски развлекателен продукт в световен мащаб. ДКП издава лицензи за продукти на принцеса за игри на Hasbro, за кукли на Mattel за и
за пластмасови фигурки на Fisher-Price през 2000 г., позволявайки на франчайза да достигне границата от 1 милиард долара за три години.

### Разширяване
Тиана е деветата героиня към франчайза на принцесата, официално добавена на 14 март 2010 г., заемайки мястото на Камбанка. Нейната „коронация“ се провежда в Нюйоркския дворец. Камбанка оглавява друг франчайз на компанията – Феите на Дисни, стартиран през 2005 г. Рапунцел е „коронясана“ и включена във франчайза Принцеса на Дисни като десети член на 2 октомври 2011 г. в двореца Кенсингтън в Лондон, Англия. На 11 май 2013 г. Дисни добавя първата героиня на Пиксар Мерида като единадесетата принцеса към франчайза на церемония по коронацията пред замъка на Пепеляшка в Магическото кралство в Уолд Дисни Уърлд. На 21 март 2019 г. Ваяна е добавена към състава, без да има церемония по коронацията, като е включена в бъдещи стоки. През август 2022 г. е обявено, че Рая от Рая и последният дракон ще бъде въведена като тринадесетият член във франчайза по време на Световната седмица на принцесите в Дисниленд Париж. През януари 2023 г. тя е включена в някои продукти на франчайза и през август същата година е добавена сред другите принцеси на официалния им уебсайт.

## Официален канон наПринцеса на Дисни
Официалният канон на Принцеса на Дисни се състои от главните героини, повечето от които имат кралски връзки в своите измислени вселени, от дванадесет избрани филма на Дисни. Принцесите получават официален номер в състава на франчайза въз основа на хронологичния ред, в който са издадени техните филми, започвайки със Снежанка като първата и оригинална принцеса на Дисни, Пепеляшка – втората, последвана от Аврора и т.н.
| №  | Име        | Филм                        | Година |
| -- | ---------- | --------------------------- | ------ |
| 1  | Снежанка   | Снежанка и седемте джуджета | 1937   |
| 2  | Пепеляшка  | Пепеляшка                   | 1950   |
| 3  | Аврора     | Спящата красавица           | 1959   |
| 4  | Ариел      | Малката русалка             | 1989   |
| 5  | Бел        | Красавицата и Звяра         | 1991   |
| 6  | Жасмин     | Аладин                      | 1992   |
| 7  | Покахонтас | Покахонтас                  | 1995   |
| 8  | Мулан      | Мулан                       | 1998   |
| 9  | Тиана      | Принцесата и жабокът        | 2009   |
| 10 | Рапунцел   | Рапунцел и разбойникът      | 2010   |
| 11 | Мерида     | Храбро сърце                | 2012   |
| 12 | Ваяна      | Смелата Ваяна               | 2016   |
| 13 | Рая        | Рая и последният дракон     | 2021   |

| Име       | Филм                   | Година |
| --------- | ---------------------- | ------ |
| Камбанка  | Питър Пан              | 1953   |
| Есмералда | Гърбушкото от Нотр Дам | 1996   |